# Distretto di Souk El Khemis
Il distretto di Souk El Khemis è un distretto della provincia di Bouira, in Algeria, con capoluogo Souk El Khemis.